# Aux jardins de Murcie (film, 1936)
Pour les articles homonymes, voir Aux jardins de Murcie.
Pour plus de détails, voir Fiche technique et Distribution.
Aux jardins de Murcie est un film français réalisé par Max Joly et Marcel Gras, sorti en 1936. C'est la deuxième adaptation de la pièce de José Feliu y Codina.

## Fiche technique
- Titre : Aux jardins de Murcie
- Réalisation : Marcel Gras et Max Joly
- Scénario : Marcel Gras, Max Joly, d'après la pièce éponyme de José Feliú y Codina (es)
- Traduction de la pièce de théâtre : Carlos de Battle, Antonin Lavergne
- Chef-opérateur : Nicolas Hayer
- Musique : Jean Poueigh, Allan Small
- Format : Son mono  - Noir et blanc   - 1,37:1
- Genre : Film dramatique
- Durée : 77 minutes
- Date de sortie : 
  - France : 27 novembre 1936

## Distribution
- Juanita Montenegro : Maria del Carmen
- Geymond Vital : Pancho, un chef de clan
- Marcel Delaître : Domingo, un chef de clan rival
- Hubert Prelier : Xavier, le fils de Domingo
- Georges Mauloy : le médecin
- Nicolas Amato :  Tonete
- Raymond Marcel : Pedro
- Marcel Charvey
- Annette Doria : Fuensantica
- Annie Toinon